# 奇兰县 (华盛顿州)
奇蘭縣（英語：Chelan County；發音： /ʃəˈlæn/）是位於美国华盛顿州中部的一個郡，東界哥倫比亞河，面積7,753平方公里。根據2020年美國人口普查，共有人口79,074人。該郡是韋納奇-東韋納奇都會區的一部份，郡治韋納奇，也是該郡的最大城市。縣名是奇蘭族語言「深水」的意思，指的是位於該縣東北部、美國第三深的奇蘭湖，長89（55英里），最深可達453公尺（1,486英尺）。
奇蘭縣於1899年3月13日自奧卡諾根縣和基帝塔什縣內獨立出。

## 地理
根據美国人口普查局，本郡的總面積為7,750平方（2,994平方英里），其中陸地面積占7,570平方（2,921平方英里）、水域面積占190平方（72平方英里） （2.41%）。

### 地理特色
- 喀斯喀特山脉
- 奇蘭河（英语：Chelan River）
- 奇沃肯山脈（英语：Chiwaukum Mountains）
- 哥倫比亞河
- 斯圖爾特山脈（英语：Stuart Range）
- 奇蘭湖
- 仙境湖（英语：The Enchantments）
- 博南扎峰（英语：Bonanza Peak (Washington)），奇蘭縣最高點
- 奇蘭山脈（英语：Chelan Mountains）
- 恩蒂亞特山脈（英语：Entiat Mountains）

### 主要公路
- 2號美國國道
- 97號美國國道

### 毗鄰郡
- 東－道格拉斯縣
- 東北－奧卡諾根縣
- 西北－斯卡吉特县
- 西－史諾霍米須郡
- 西南－金县
- 南－基帝塔什縣

### 國家保護區
- 奇蘭湖國家遊樂區（英语：Lake Chelan National Recreation Area）
- 北喀斯喀特国家公园（部分）
- 韋納奇國家森林（部分）
- 阿爾派恩湖群國家荒野保護區（英语：Alpine Lakes Wilderness）

## 資料來源
1. ↑  . 美國人口普查局.   [2024-11-10]. （原始内容存档于2024-12-01）.
2. ↑  . HistoryLink.org. 2003-03-06  [2012-12-18]. （原始内容存档于2008-01-19）.
3. ↑  McCormick, Ida Skarson. . 1999  [2012-12-18]. （原始内容存档于2006-05-05）.

## 延伸閱讀
- . Western Historical Pub. Co. 1904.Available online through the Washington State Library's Classics in Washington History collection

## 外部連結
- （英文） 奇蘭郡官方網站（页面存档备份，存于）
- （英文） 奇蘭郡災害管理處（页面存档备份，存于）
- （英文） 奇蘭郡機場** （英文） （页面存档备份，存于）